# Веве репкар
Веве репкар (лат. Satyrium w-album) врста је лептира из породице плаваца (лат. Lycaenidae).

## Опис врсте
Бела шара на задњем крилу има облик слова W. Последњих година чешће бележен, иако се у Србији сматра угроженим.

## Распрострањење и станиште
Задржава се на цветовима купине и бурјана, најчешће на шумским пропланцима. Има га у целој Европи.

## Биљке хранитељке
Основна биљка хранитељка је брдски брест (Ulmus glabra).